# باشگاه فوتبال ایبریا
باشگاه فوتبال ایبریا (انگلیسی: FC Iberia 1999) یک باشگاه فوتبال در ناحیه سابورتالو، تفلیس، گرجستان است.